# Mohamed Achour
Mohamed Achour (* 1980 in München) ist ein deutscher Schauspieler und Hörspielsprecher.

## Leben
Mohamed Achour, dessen Familie aus Syrien stammt, aber mittlerweile in Casablanca lebt, wuchs in Laatzen bei Hannover auf und war als Sänger und Gitarrist in verschiedenen Bands aktiv. In seiner Familie wurde Syrisch, Marokkanisch, Französisch und Deutsch gesprochen. Erste Bühnenerfahrungen sammelte er im Theater Ballhof.
Er studierte zunächst Germanistik und Philosophie, später Szenische Künste an der Universität Hildesheim. Sein Schauspielstudium absolvierte er von 2004 bis 2008 an der Hochschule für Musik und Theater „Felix Mendelssohn Bartholdy“ in Leipzig.
Seine Schauspielkarriere begann am Schauspiel Hannover. Es folgten Engagements am Theaterhaus Jena (2011), am Düsseldorfer Schauspielhaus, am Theater Bielefeld und am Theater Bern.
Ab der Spielzeit 2013/14 war er bis zum Ende der Spielzeit 2017/18 festes Ensemblemitglied am Schauspiel Köln. Dort spielte er u. a. den Yang Sun in Der gute Mensch von Sezuan (2013, Regie: Moritz Sostmann) und arbeitete unter der Regie von Sebastian Baumgarten, Pınar Karabulut, Nuran David Calis und Rafael Sanchez.
Seit Beginn der Spielzeit 2019/20 gehört er zum festen Ensemble am Schauspiel Hannover. Dort spielte er bisher u. a. den Räuberhauptmann Mattis in Ronja Räubertochter (Regie: Nina Mattenklotz), in Platonowa (nach Anton Tschechow, Regie: Stephan Kimmig), den Boulevardreporter Werner Tötges in Die verlorene Ehre der Katharina Blum (Regie: Stefan Pucher), die Hedwig im Drag-Musical Hedwig and the Angry Inch (Regie: Friederike Heller) sowie verschiedene Rollen in Das Vermächtnis (Regie: Ronny Jakubaschk). Von 2016 bis 2020 trat er außerdem regelmäßig mit dem autofiktionalen Monolog Mohamed Achour erzählt Casablanca (Regie: Rafael Sanchez, Text: Eberhard Petschinka) auf.
In der Spielzeit 2021/22 übernahm er am Schauspiel Hannover die Rolle des Gerichtsrats von Walter in einer Neuinszenierung der Theaterstücks Der zerbrochne Krug.
Mohamed Achour steht seit 2009 auch für Film und Fernsehen vor der Kamera. Im Fernsehfilm Hanne (2018) spielte er den Arzt Dr. Kenan Hamed. In der 7. Staffel der Fernsehreihe In aller Freundschaft – Die jungen Ärzte (2021) übernahm er eine der Episodenhauptrollen als Patient Carsten Jäger. In der Fernsehreihe Die Eifelpraxis (2021) war er als Liebhaber des Monschauer Apothekers Georg Röver (Barnaby Metschurat) zu sehen. In der sechsteiligen ZDF-Serie Liberame – Nach dem Sturm (2022) spielte er in einer der Hauptrollen den syrischen Familienvater Ismail Sabia, der mit seiner Familie flüchtet und auf dem Mittelmeer in Seenot gerät.
In der 24. Staffel der ZDF-Krimiserie SOKO Leipzig (2024) spielte er den Ehemann einer Verlegerin, die aufgrund eines Traumas möglicherweise an Wahnvorstellungen leidet. In der 6. Staffel der ZDF-Krimiserie SOKO Hamburg (2024) übernahm er eine Episodenhauptrolle als tatverdächtiger Abteilungsleiter eines Pharmaunternehmens. In dem zweiteiligen ZDF-Fernsehfilm Lillys Verschwinden (2025) war er als ermittelnder spanischer Polizeikommissar Antonio Gomez zu sehen.
Achour ist verheiratet, Vater von zwei Kindern und lebt mit seiner Familie in Hannover.

## Filmografie (Auswahl)
- 2015: Tatort: Schwanensee (Fernsehreihe)
- 2017: Tatort: Wacht am Rhein (Fernsehreihe)
- 2018: Hanne (Fernsehfilm)
- 2018: Rentnercops: Jeder Tag zählt!: Gut für die Gerechtigkeit (Fernsehserie, eine Folge)
- 2019: Zu weit weg (Kinofilm)
- 2021: In aller Freundschaft – Die jungen Ärzte: Falschmeldungen (Fernsehserie, eine Folge)
- 2021: Die Eifelpraxis (Fernsehreihe)
- 2022: Liberame – Nach dem Sturm (Miniserie)
- 2023: Am Ende – Die Macht der Kränkung (Fernsehserie)
- 2024: SOKO Leipzig: Fürchte dich nicht (Fernsehserie, eine Folge)
- 2024: SOKO Hamburg: Die Stadt schläft (Fernsehserie, eine Folge)
- 2024: Concordia – Tödliche Utopie (Fernsehserie)
- 2024: Tatort: Dein gutes Recht (Fernsehreihe)
- 2024: Ingo Thiel – Yvonne und der Tod (Fernsehreihe)
- 2025: Lillys Verschwinden (Fernsehfilm)
- 2025: Marie Brand: Marie Brand und das tote Au-pair (Fernsehreihe)

## Hörspiele (Auswahl)
- 2011: Katharina Schmitt: Kunststücke: Knock Out – Regie: Katharina Schmitt (Original-Hörspiel – Deutschlandradio)
- 2012: Florian Goldberg, Heike Tauch: Gefallene Schönheit (Ahmed) – Regie: Heike Tauch (Originalhörspiel, Kriminalhörspiel – Deutschlandradio)
- 2013: Tom Hillenbrand: Teufelsfrucht (Gilbert) – Regie: Martin Engler (Hörspielbearbeitung, Kriminalhörspiel – Deutschlandradio)
- 2016: Philipp Winkler: Hool (2 Teile) (Glatze) – Bearbeitung und Regie: Gerrit Booms (Hörspielbearbeitung, Kriminalhörspiel – WDR)
- 2017: Tim Staffel: Die Wasserkrieger (2. Teil der zweiteiligen und 6. Teil der zehnteiligen Fassung) (Pit) – Regie: Tim Staffel (Originalhörspiel – WDR/Deutschlandradio)
- 2018: Andrea Oster, Ulrich Noller: Fiktionale Politserie: Sofias Krieg. Der Terror in den Köpfen (4., 9. und 13. Folge) (Polizist, Typ (arabisch), Polizist) – Regie: Thomas Leutzbach (Originalhörspiel – WDR)
- 2018: Ahmed Masoud: 100 Jahre Israel: Bewerbung 39. Olympia 2048 im Gazastreifen (Roboter) – Regie: Rami Hamze (Originalhörspiel – WDR)
- 2021: Olga Grjasnowa: Gott ist nicht schüchtern (4 Teile) (Hammoudi) – Regie: Sophie Garke (Hörspielbearbeitung – WDR)